# Volvotextularia
Volvotextularia es un género de foraminífero bentónico de estatus incierto, aunque considerado un sinónimo posterior de Trepeilopsis de la subfamilia Calcivertellinae, de la familia Cornuspiridae, de la superfamilia Cornuspiroidea, del suborden Miliolina y del orden Miliolida. Su especie tipo era Volvotextularia polymorpha. Su rango cronoestratigráfico abarcaba desde el Moscoviense hasta el Gzheliense (Carbonífero superior).

## Discusión
Clasificaciones más recientes hubiesen incluido Volvotextularia en la familia Calcivertellidae de la superfamilia Nubecularioidea.

## Clasificación
Volvotextularia incluía a la siguiente especie:
- Volvotextularia polymorpha †